# おきなわフィナンシャルグループ
株式会社おきなわフィナンシャルグループ（英: Okinawa Financial Group,Inc.）は、沖縄銀行グループを統括する日本の金融持株会社。

## 概要
2021年10月1日に沖縄銀行の単独株式移転により設立された。また、当社の設立に際しグループ内再編として、沖縄銀行が有する一部の子会社株式を当社に移管し直接出資の子会社とした。

## 沿革
- 2021年（令和3年）10月1日 - 沖縄銀行の単独株式移転により設立。

## グループ会社
- 株式会社沖縄銀行
  - おきぎんビジネスサービス株式会社
  - 株式会社おきぎん経済研究所
  - 美ら島債権回収株式会社
  - おきぎん保証株式会社
  - 株式会社みらいおきなわ
- おきぎん証券株式会社
- 株式会社おきぎんリース
- 株式会社おきぎんジェーシービー
- 株式会社おきぎんエス・ピー・オー